# Milwaukee Mile

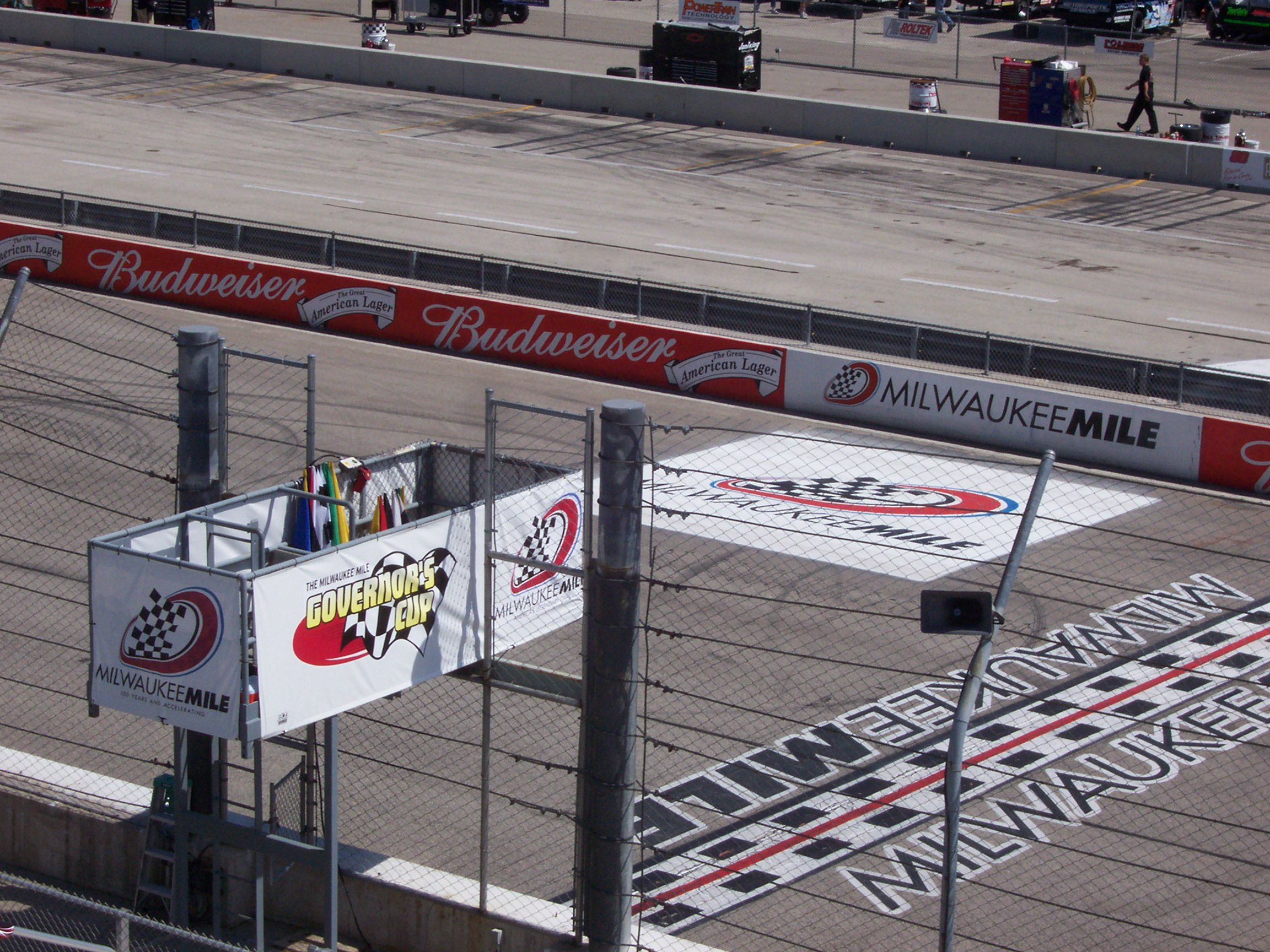
Línea de meta de Milwaukee Mile.

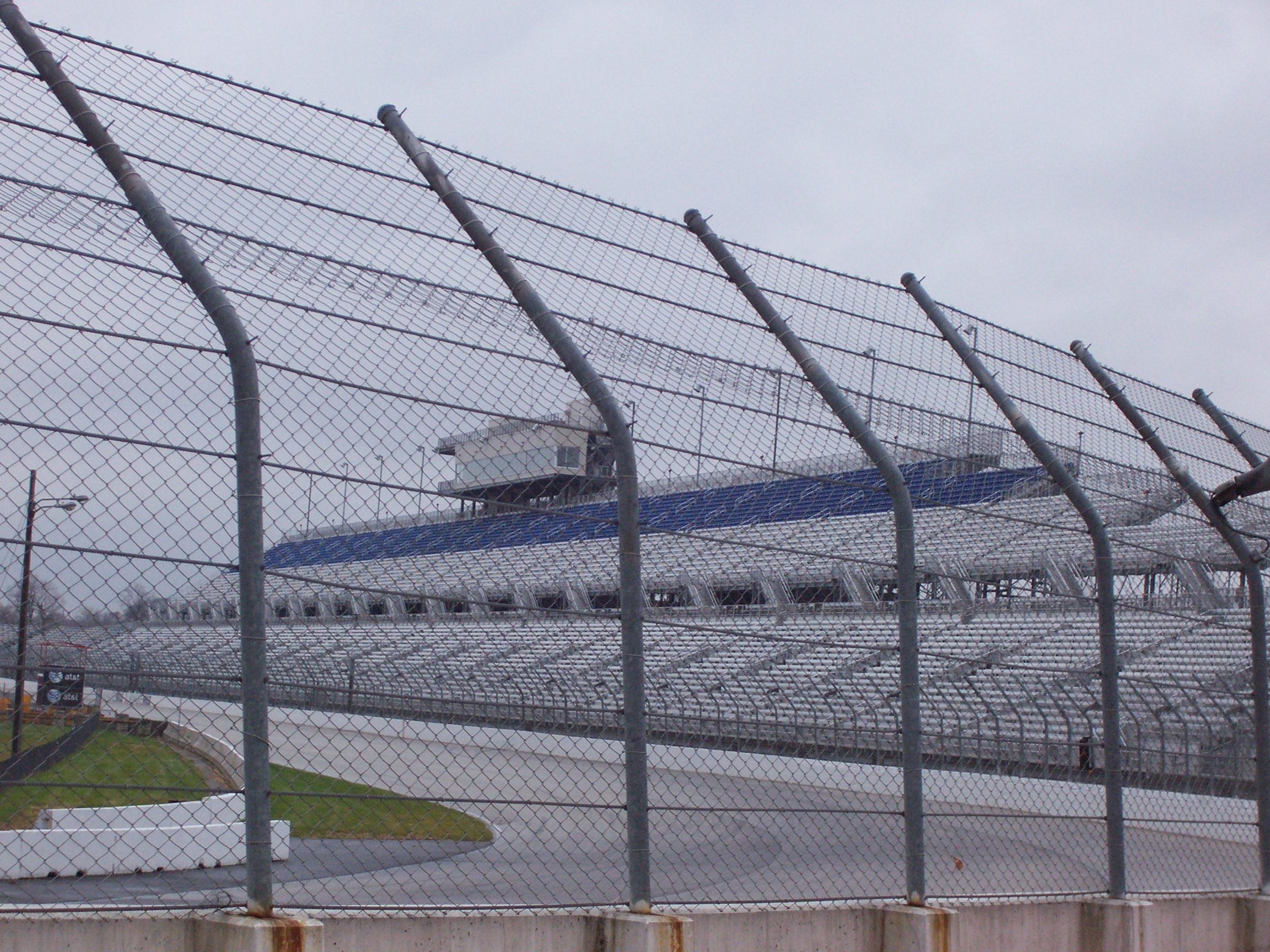
Tribuna principal del óvalo de Milwaukee.

Milwaukee Mile es un óvalo ubicado en la localidad de West Allis, Wisconsin, Estados Unidos, en el parque de la feria estadual de ese estado, 9 km al oeste de la ciudad de Milwaukee. Tiene una longitud de 1,032 millas (1.619 metros), con dos curvas de 9,25 grados de peralte conectadas por dos rectas. Habiendo sido inaugurado en el año 1903, es el autódromo activo más antiguo del mundo, y ha recibido numerosas categorías estadounidenses de automovilismo de velocidad. Problemas financieros hicieron que Milwaukee se quedara sin actividad de nivel nacional en 2010, que retornaron en 2011.

## Historia
La pista era inicialmente usada en carreras de caballos. La primera vez que se usó para competiciones de automovilismo fue en septiembre de 1903. Las tribunas, instaladas en 1914, fueron reconstruidas y techadas en la década de 1930 y se mantuvieron intactas hasta 2002. En 1954, la pista fue asfaltada y se añadió un trazado mixto en la sección interna al óvalo.
Hasta 1967, dentro del óvalo principal se encontraba también un óvalo pavimentado de 0,5 millas (800 metros) y un óvalo de tierra de 0,25 millas (400 metros). Dentre de este existió un estadio de fútbol americano que los Green Bay Packers de la National Football League utilizaron desde 1934 hasta 1951.
La American Automobile Association organizó carreras de monoplazas en Milwaukee desde 1933 hasta 1955 de manera interrumpida. Entre 1956 y 1979, pasó a recibir al Campeonato Nacional del USAC. Desde fines de la década de 1940, la habitual era que se disputaran dos carreras por año: la primera luego de las 500 Millas de Indianápolis, o sea la última semana de mayo o la primera de junio, y la segunda carrera en agosto o septiembre.
En 1980, la principal carrera de monoplazas del circuito pasó a formar parte de la CART. La segunda carrera se corrió por última vez en 1982, en tanto que la otra se mantuvo en la misma época del año. Su longitud osciló entre 200 y 250 millas (320 y 400 km). En la edición de 1991, Michael Andretti venció escoltado por su primo John Andretti y su padre Mario Andretti.
En 2004, 2005 y 2006, se corrieron dos carreras de monoplazas en Milwaukee, ya que a la carrera de la Champ Car se sumó otra de la IndyCar Series a fines de julio. A partir de 2007, la Champ Car dejó de correr allí, y la carrera de la IndyCar Series pasó a disputarse luego de las 500 Millas de Indianápolis. La IndyCar se ausentó por única vez en 2011. La categoría escuela Indy Lights acompañó a la CART desde 1986 hasta 2001, y a la IndyCar Series a partir de 2004. La Fórmula Atlantic también sirvió de complemento a la CART entre 1996 y 2004.

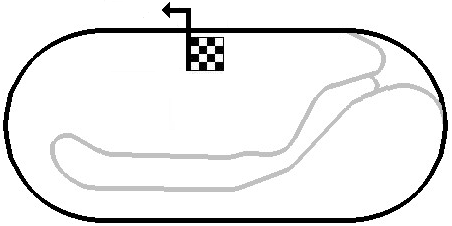
Milwaukee Mile mostrando el trazado mixto.

Las primeras carreras de las divisiones nacionales de la NASCAR en Milwaukee fueron en la década de 1980, cuando la Busch Series disputó una carrera de 200 millas en 1984 y 1985. Esa categoría retornó en 1993 de manera definitiva, con una carrera de 250 millas a fines de junio o principios de julio. La NASCAR Truck Series corrió en Milwaukee junto con la Busch Series desde su temporada inaugural, en 1995, hasta la última visita en 2009. La primera edición duró 125 millas (200 km), y las ediciones restantes 200 millas.

## Récords de vuelta
- IndyCar Series: Sam Hornish Jr., 2005, 21.456 s, 170.296 mph (274.065 km/h)
- CART: Patrick Carpentier, 1998, 20.028 s, 185.500 mph (298.533 km/h)
- NASCAR Busch Series: Johnny Sauter, 25 de junio de 2005, 29.365 s, 122.595 mph (197.298 km/h)

## Ganadores recientes

### CART/Champ Car
| Año  | Piloto              | Automóvil              | Equipo          |
| ---- | ------------------- | ---------------------- | --------------- |
| 1980 | Bobby Unser         | Penske Cosworth        | Penske          |
| 1980 | Johnny Rutherford   | Chaparral Cosworth     | Chaparral       |
| 1981 | Mike Mosley         | Eagle Chevrolet        | All American    |
| 1981 | Tom Sneva           | March Cosworth         | Bignotti-Cotter |
| 1982 | Gordon Johncock     | Wildcat Cosworth       | Patrick         |
| 1982 | Tom Sneva           | March Cosworth         | Bignotti-Cotter |
| 1983 | Tom Sneva           | March Cosworth         | Bignotti-Cotter |
| 1984 | Tom Sneva           | March Cosworth         | Bignotti-Cotter |
| 1985 | Mario Andretti      | Lola Cosworth          | Newman/Haas     |
| 1986 | Michael Andretti    | March Cosworth         | Kraco           |
| 1987 | Michael Andretti    | March Cosworth         | Kraco           |
| 1988 | Rick Mears          | Penske Chevrolet-Ilmor | Penske          |
| 1989 | Rick Mears          | Penske Chevrolet-Ilmor | Penske          |
| 1990 | Al Unser Jr.        | Lola Chevrolet-Ilmor   | Galles/Kraco    |
| 1991 | Michael Andretti    | Lola Chevrolet-Ilmor   | Newman/Haas     |
| 1992 | Michael Andretti    | Lola Ford-Cosworth     | Newman/Haas     |
| 1993 | Nigel Mansell       | Lola Ford-Cosworth     | Newman/Haas     |
| 1994 | Al Unser Jr.        | Penske Ilmor           | Penske          |
| 1995 | Paul Tracy          | Lola Ford-Cosworth     | Newman/Haas     |
| 1996 | Michael Andretti    | Lola Ford-Cosworth     | Newman/Haas     |
| 1997 | Greg Moore          | Reynard Mercedes-Benz  | Forsythe        |
| 1998 | Jimmy Vasser        | Reynard Honda          | Ganassi         |
| 1999 | Paul Tracy          | Reynard Honda          | Green           |
| 2000 | Juan Pablo Montoya  | Lola Toyota            | Ganassi         |
| 2001 | Kenny Bräck         | Lola Ford-Cosworth     | Rahal           |
| 2002 | Paul Tracy          | Lola Honda             | Green           |
| 2003 | Michel Jourdain Jr. | Lola Ford-Cosworth     | Rahal           |
| 2004 | Ryan Hunter-Reay    | Lola Ford-Cosworth     | American Spirit |
| 2005 | Paul Tracy          | Lola Ford-Cosworth     | Forsythe        |
| 2006 | Sébastien Bourdais  | Lola Ford-Cosworth     | Newman/Haas     |

### IndyCar Series
| Año  | Piloto             | Automóvil         | Equipo         |
| ---- | ------------------ | ----------------- | -------------- |
| 2004 | Dario Franchitti   | Dallara Honda     | Andretti Green |
| 2005 | Sam Hornish Jr.    | Dallara Toyota    | Penske         |
| 2006 | Tony Kanaan        | Dallara Honda     | Andretti Green |
| 2007 | Tony Kanaan        | Dallara Honda     | Andretti Green |
| 2008 | Ryan Briscoe       | Dallara Honda     | Penske         |
| 2009 | Scott Dixon        | Dallara Honda     | Ganassi        |
| 2011 | Dario Franchitti   | Dallara Honda     | Ganassi        |
| 2012 | Ryan Hunter-Reay   | Dallara Chevrolet | Andretti       |
| 2013 | Ryan Hunter-Reay   | Dallara Chevrolet | Andretti       |
| 2014 | Will Power         | Dallara Chevrolet | Penske         |
| 2015 | Sébastien Bourdais | Dallara Chevrolet | KV             |

### Indy Lights
| Año  | Piloto           | Año       | Piloto            |
| ---- | ---------------- | --------- | ----------------- |
| 1986 | Mike Groff       | 2001      | Townsend Bell     |
| 1987 | Didier Theys     | 2002-2003 | No se disputó     |
| 1988 | Dave Simpson     | 2004      | Paul Dana         |
| 1989 | Mike Groff       | 2005      | Jeff Simmons      |
| 1990 | Paul Tracy       | 2006      | Jaime Camara      |
| 1991 | Robbie Groff     | 2007      | Alex Lloyd        |
| 1992 | Adrián Fernández | 2008      | Bobby Wilson      |
| 1993 | Bryan Herta      | 2009      | Mario Romancini   |
| 1994 | Steve Robertson  | 2010      | No se disputó     |
| 1995 | Greg Moore       | 2011      | Esteban Guerrieri |
| 1996 | Mark Hotchkis    | 2012      | Tristian Vautier  |
| 1997 | Clint Mears      | 2013      | Sage Karam        |
| 1998 | Derek Higgins    | 2014      | Zach Veach        |
| 1999 | Derek Higgins    |           |                   |
| 2000 | Scott Dixon      |           |                   |

### NASCAR

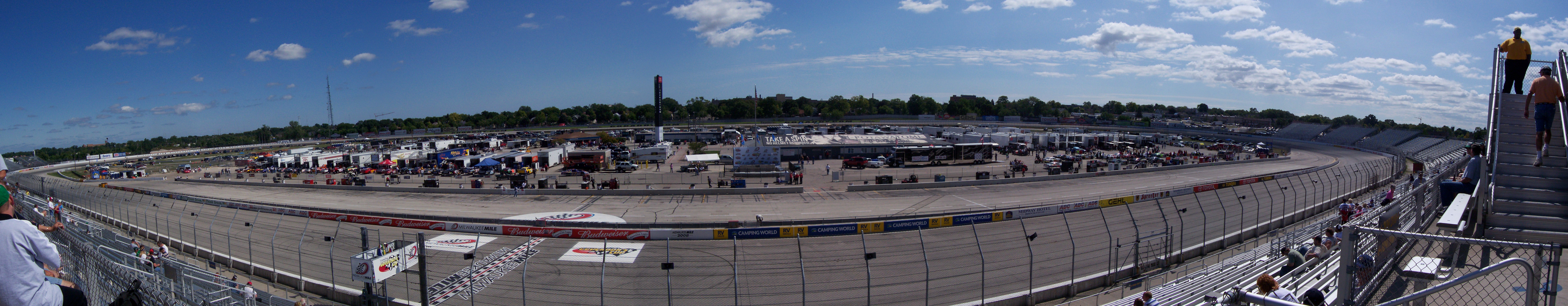
Recta principal del óvalo de Milwaukee.

| Año  | Busch Series       | Busch Series | Truck Series    | Truck Series |
| Año  | Piloto             | Automóvil    | Piloto          | Automóvil    |
| ---- | ------------------ | ------------ | --------------- | ------------ |
| 1984 | Sam Ard            | Oldsmobile   | -               | -            |
| 1985 | Jack Ingram        | Pontiac      | -               | -            |
| 1993 | Steve Grissom      | Chevrolet    | -               | -            |
| 1994 | Mike Wallace       | Chevrolet    | -               | -            |
| 1995 | Dale Jarrett       | Ford         | Mike Skinner    | Cheverolet   |
| 1996 | Buckshot Jones     | Ford         | Jack Sprague    | Chevrolet    |
| 1997 | Randy LaJoie       | Chevrolet    | Ron Hornaday    | Chevrolet    |
| 1998 | Dale Earnhardt Jr. | Chevrolet    | Mike Bliss      | Ford         |
| 1999 | Casey Atwood       | Chevrolet    | Greg Biffle     | Ford         |
| 2000 | Jeff Green         | Chevrolet    | Kurt Busch      | Ford         |
| 2001 | Greg Biffle        | Ford         | Ted Musgrave    | Dodge        |
| 2002 | Greg Biffle        | Ford         | Terry Cook      | Ford         |
| 2003 | Jason Keller       | Ford         | Brendan Gaughan | Dodge        |
| 2004 | Ron Hornaday       | Chevrolet    | Ted Musgrave    | Dodge        |
| 2005 | Johnny Sauter      | Dodge        | Dennis Setzer   | Chevrolet    |
| 2006 | Paul Menard        | Chevrolet    | Johnny Benson   | Toyota       |
| 2007 | Aric Almirola      | Chevrolet    | Johnny Benson   | Toyota       |
| 2008 | Carl Edwards       | Ford         | Johnny Benson   | Toyota       |
| 2009 | Carl Edwards       | Ford         | Ron Hornaday    | Chevrolet    |